# Liste der Biografien/Erl
Liste der Biografien |
Portal Biografien |
Personensuche
# |
A |
B |
C |
D |
E |
F |
G |
H |
I |
J |
K |
L |
M |
N |
O |
P |
Q |
R |
S |
T |
U |
V |
W |
X |
Y |
Z |
?
 
Ea |
Eb |
Ec |
Ed |
Ee |
Ef |
Eg |
Eh |
Ei |
Ej |
Ek |
El |
Em |
En |
Eo |
Ep |
Eq |
Er |
Es |
Et |
Eu |
Ev |
Ew |
Ex |
Ey |
Ez
 
Era |
Erb |
Erc |
Erd |
Ere |
Erf |
Erg |
Erh |
Eri |
Erj |
Erk |
Erl |
Erm |
Ern |
Ero |
Erp |
Err |
Ers |
Ert |
Eru |
Erv |
Erw |
Erx |
Ery |
Erz
Die Liste der Biografien führt alle Personen auf, die in der deutschsprachigen Wikipedia einen Artikel haben. Dieses ist eine Teilliste mit 222 Einträgen von Personen, deren Namen mit den Buchstaben „Erl“ beginnt.

## Erl
- Erl, Anton (1846–1927), deutscher Schauspieler
- Erl, Elli (* 1979), deutsche SängerinElli Erl (* 1979)

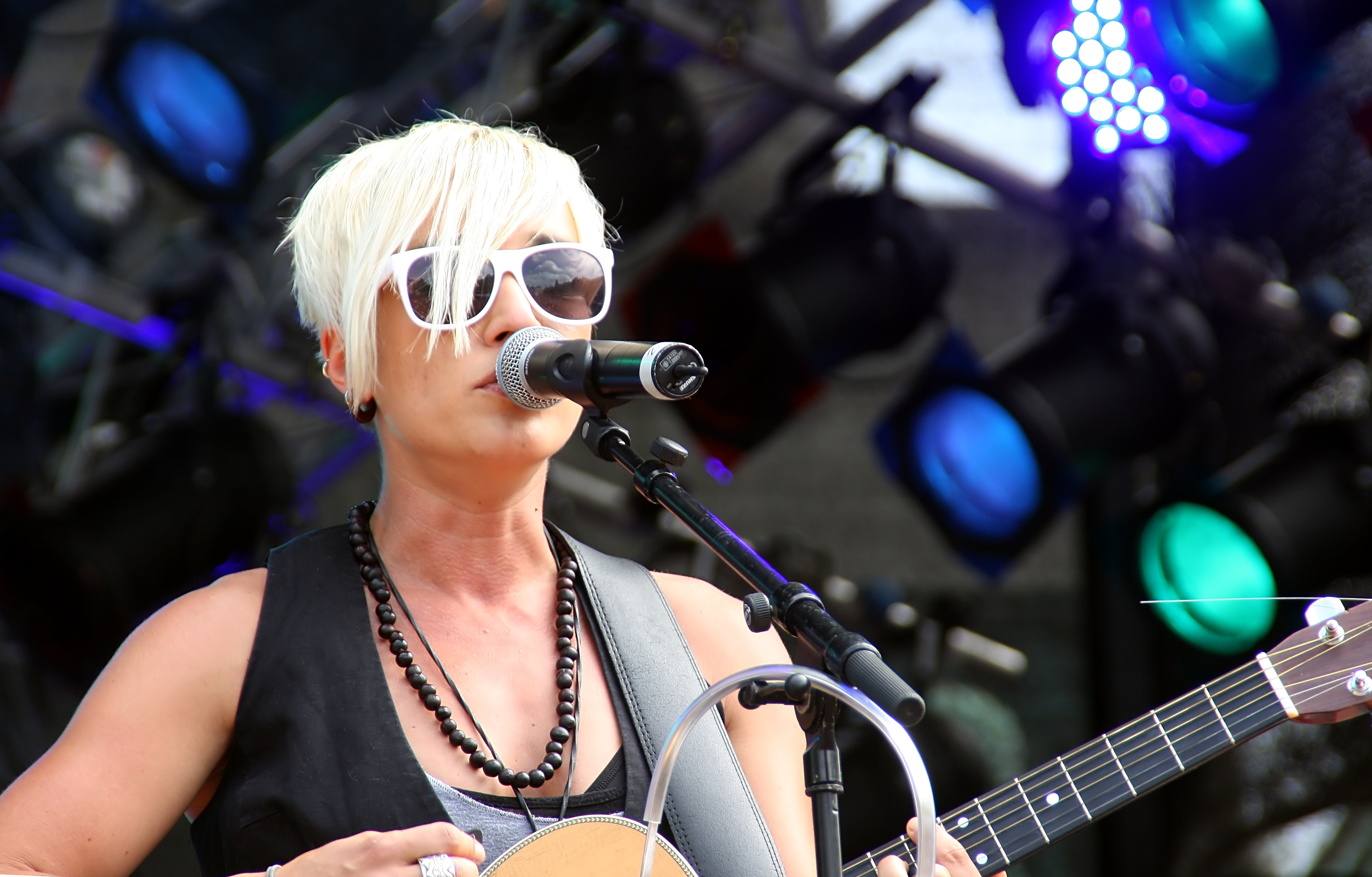
Elli Erl (* 1979)

- Erl, Friedrich (1856–1913), Opernsänger (Tenor)
- Erl, Hans (* 1882), deutsch-österreichischer Opernsänger
- Erl, Kirsten (1966–2017), deutsche Richterin und TV-Darstellerin

### Erla
- Erla Ásgeirsdóttir (* 1994), isländische Skirennläuferin
- Erla Kolbrún Svavarsdóttir (* 1961), isländische Krankenschwester und Hochschullehrerin (Pflegewissenschaft)
- Erla Stefánsdóttir (1935–2015), isländische Klavierlehrerin, Autorin, Elfenspezialistin und Medium
- Erla Steinunn Arnardóttir (* 1983), isländische Fußballspielerin
- Erlach, Albrecht Friedrich von (1696–1788), Ratsmitglied und Schultheiss der Stadt Bern
- Erlach, Anna Elisabeth von (1856–1906), Schweizer Porträt-, Landschafts- und Blumenmalerin
- Erlach, Burkhard von (1535–1566), Offizier
- Erlach, Burkhard von (1566–1640), deutscher Jurist und Hofmarschall
- Erlach, Christine (* 1970), deutsche Psychologin, Organisationsberaterin und Autorin
- Erlach, Diebold von (1541–1565), erster Schweizer in Amerika
- Erlach, Franz Ludwig von (1574–1651), Ratsmitglied und Schultheiss der Stadt Bern
- Erlach, Franz von (1819–1889), Schweizer Jurist, Offizier und Autor
- Erlach, Friedrich August von (1721–1801), preußischer Generalleutnant und Chef des Infanterie-Regiments Nr. 40
- Erlach, Hans Ulrich von (1910–2005), Schweizer Offizier und Jurist
- Erlach, Hieronymus von (1667–1748), Schweizer GeneralHieronymus von Erlach (1667–1748)

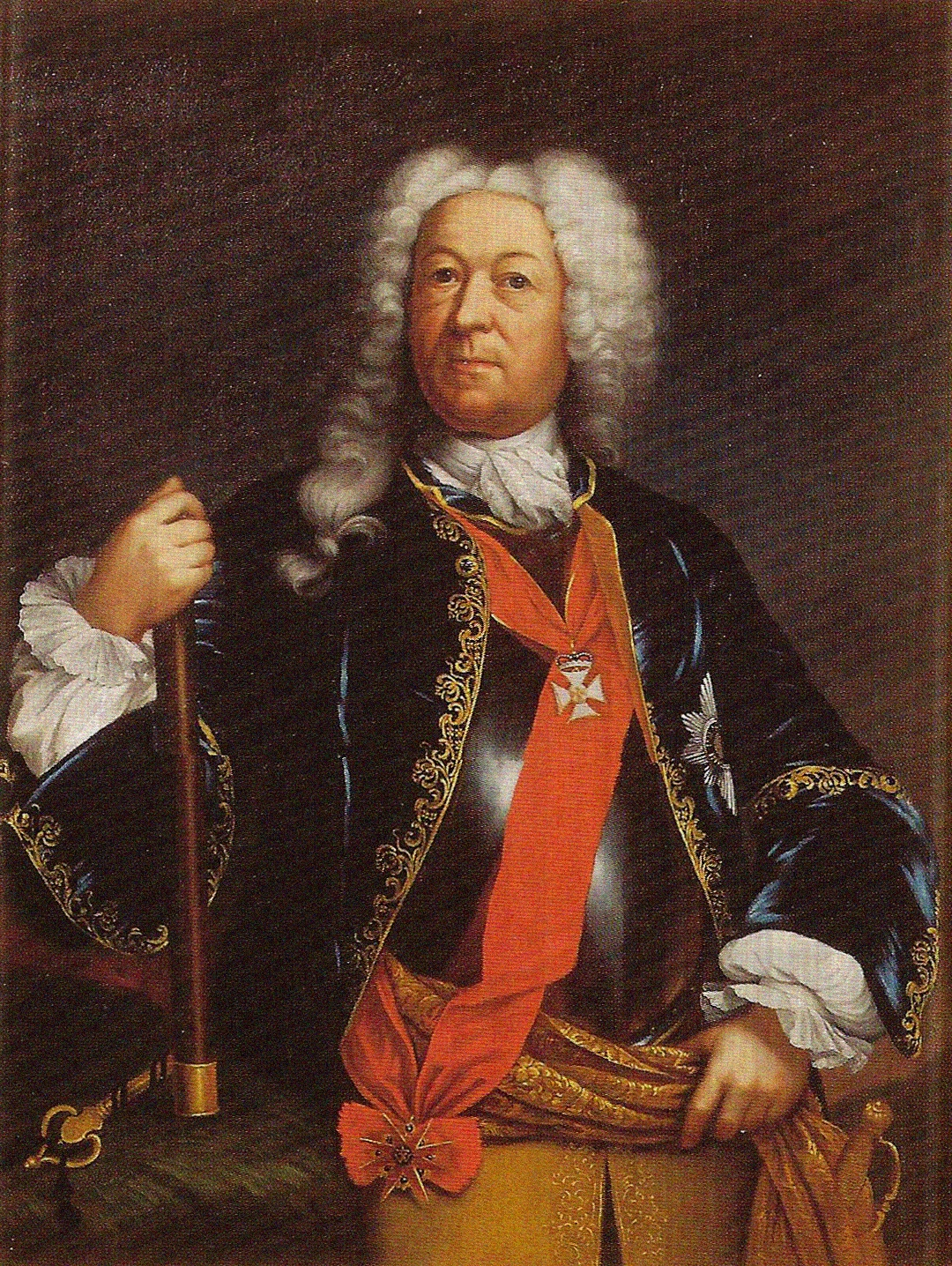
Hieronymus von Erlach (1667–1748)

- Erlach, Ingeborg von (1940–2023), Schweizer Künstlerin und Illustratorin
- Erlach, Johann Ludwig von (1595–1650), Schweizer General und Gouverneur von Breisach
- Erlach, Johann von (1474–1539), Schultheiss von Bern
- Erlach, Karl Ludwig von (1746–1798), Schweizer General
- Erlach, Robert von (1794–1879), Schweizer Gutsbesitzer und Politiker
- Erlach, Rudolf Ludwig von (1749–1808), Schweizer, Offizier, Politiker und Schriftsteller.
- Erlach, Rudolf von († 1360), Berner Ritter
- Erlach, Rudolf von (1448–1507), Schultheiss der Stadt Bern
- Erlach, Sigmund von (1614–1699), Schweizer General
- Erlach, Sigmund von (1671–1722), Hofmarschall und Kommandeur der Schweizer Garde in Preußen
- Erlach, Sophie von (1819–1911), Schweizer Malerin und Erzieherin
- Erlach, Ulrich von († 1465), Schultheiss der Stadt Bern
- Erlacher, Albrecht (1820–1870), österreichischer Realitätenbesitzer und Politiker, Landtagsabgeordneter
- Erlacher, Anton (1909–1942), deutscher Bildhauer und Marionettenspieler
- Erlacher, Georg (* 1959), österreichischer Manager
- Erlacher, Joseph (1871–1937), deutscher Bildhauer und Maler
- Erlacher, Meinhard (* 1982), italienischer Snowboarder
- Erlacher, Philipp (1886–1980), österreichischer Orthopäde
- Erlacher, Robert (* 1963), italienischer Skirennläufer
- Erlacher, Sebastian (1609–1649), österreichischer Bildhauer
- Erlacher, Thomas (* 1988), italienischer Eishockeyspieler
- Erland von den Färöern († 1308), römisch-katholischer Bischof auf den Färöern
- Erland, Jonathan (* 1939), britischer Spezialeffektkünstler
- Erlande-Brandenburg, Alain (1937–2020), französischer Kunsthistoriker
- Erlander, Tage (1901–1985), schwedischer Politiker, Mitglied des Riksdag, MinisterpräsidentTage Erlander (1901–1985)

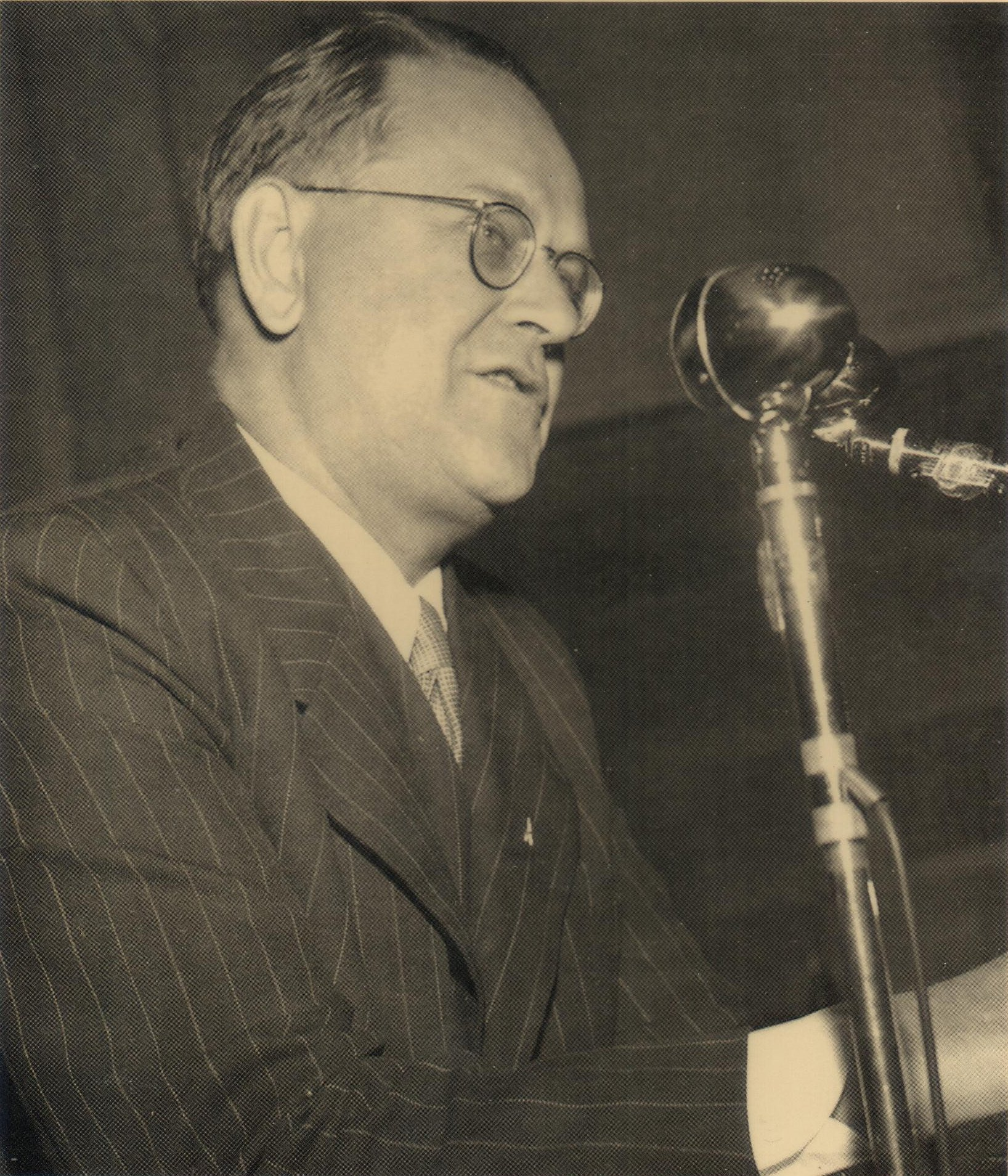
Tage Erlander (1901–1985)

- Erlandsen, Arne (* 1959), norwegischer Fußballspieler und Trainer
- Erlandsen, Erland (1912–2003), deutscher Schauspieler
- Erlandsen, Geir Andre (* 1976), norwegischer Tischtennisspieler
- Erlandsen, Maja Gunvor (* 1989), norwegische Ringerin
- Erlandson, Eric (* 1963), US-amerikanischer Musiker
- Erlandsson, Adrian (* 1970), schwedischer SchlagzeugerAdrian Erlandsson (* 1970)

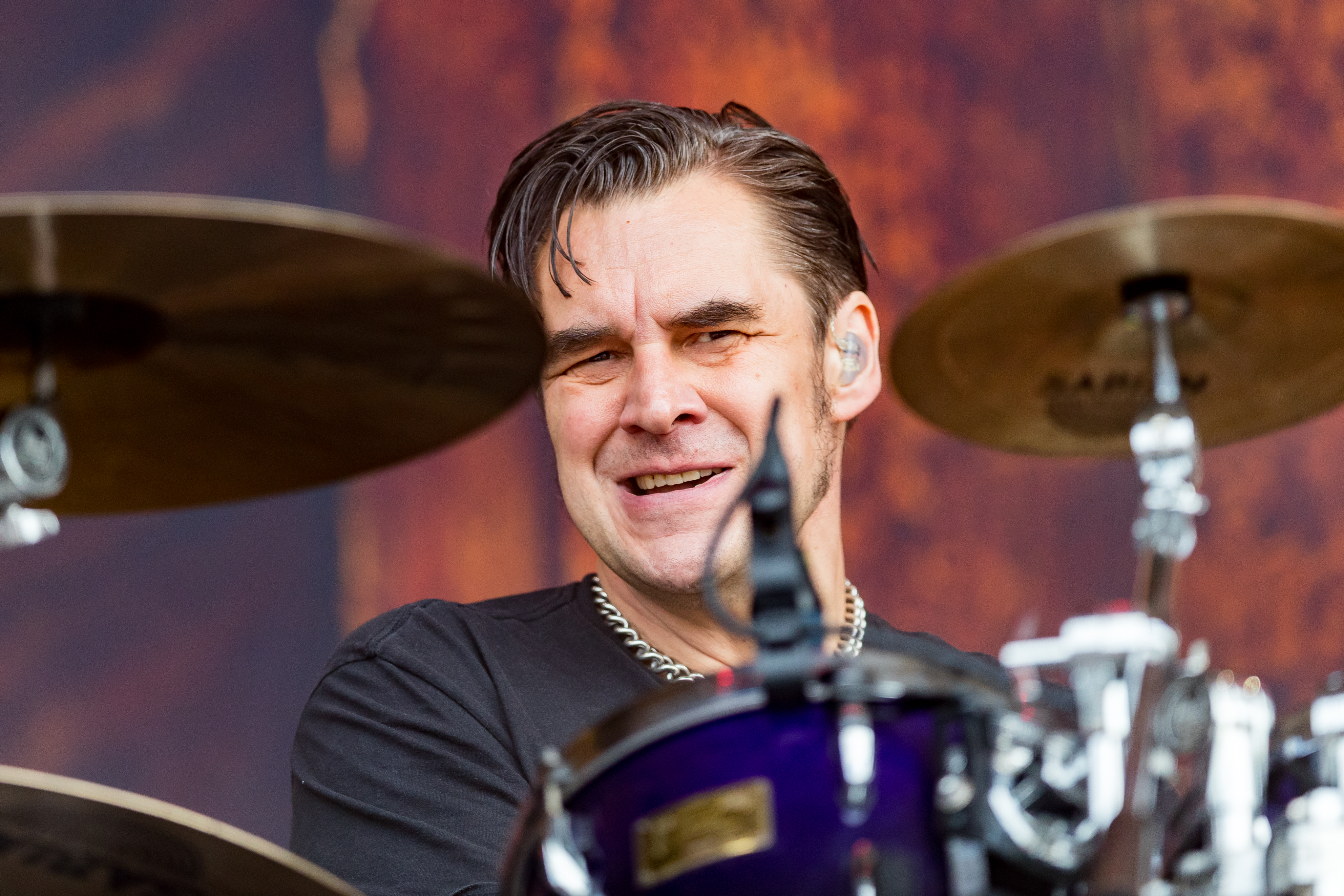
Adrian Erlandsson (* 1970)

- Erlandsson, Daniel (* 1976), schwedischer Schlagzeuger
- Erlandsson, Erik (* 2004), schwedischer Sprinter
- Erlandsson, Erling (1929–2011), schwedischer Skispringer
- Erlandsson, Eskil (* 1957), schwedischer Politiker (Centerpartiet), Mitglied des Riksdag
- Erlandsson, Ingemar (1957–2022), schwedischer Fußballspieler
- Erlandsson, Martin (* 1974), schwedischer Berufsgolfer
- Erlandsson, Ragnar (* 1941), finnischer Politiker, Chefminister von Åland
- Erlandsson, Susanne (* 1957), schwedische Fußballspielerin
- Erlandsson, Tim (* 1996), schwedischer Fußballtorhüter
- Erlang, Agner Krarup (1878–1929), dänischer Mathematiker
- Erlanger, André d’ (1895–1937), britischer oder französischer Autorennfahrer
- Erlanger, Arnold (1916–2007), deutsch-australischer jüdischer Überlebender mehrerer NS-Lager und Zeitzeuge
- Erlanger, Camille (1863–1919), französischer Komponist
- Erlanger, Carl (1820–1889), deutscher Börsenmakler, Frankfurter Politiker
- Erlanger, Carlo von (1872–1904), deutscher Ornithologe und Forschungsreisender
- Erlanger, Emile Beaumont Baron d’ (1866–1939), französischer Bankier
- Erlanger, Frédéric A. Baron d’ (1868–1943), anglo-französischer Bankier und Komponist
- Erlanger, Frédéric Emile Baron d’ (1832–1911), deutscher Bankier und Konsul
- Erlanger, Helmut (1908–1982), deutschamerikanischer Rechtsanwalt
- Erlanger, Hugo (1881–1964), deutscher Provisionsvertreter für Herrenkleidung und Sportartikel
- Erlanger, Joseph (1874–1965), US-amerikanischer Physiologe und Nobelpreisträger
- Erlanger, Jules (1830–1895), französischer Komponist
- Erlanger, Leo Frédéric Alfred Baron d’ (1898–1978), englischer Kaufmann und Bankier
- Erlanger, Ludwig Gottlieb Friedrich von (1836–1898), deutscher Bankier
- Erlanger, Philipp (1870–1934), deutscher Maler und Bildhauer
- Erlanger, Philippe (1903–1987), französischer Journalist, Kunstkritiker, Historiker und Staatsbeamter, Mitbegründer der Filmfestspiele Cannes
- Erlanger, Pinchas (1926–2007), israelischer Landwirt deutscher Herkunft
- Erlanger, Raphael Slidell von (1865–1897), deutscher Zoologe
- Erlanger, Raphael von (1806–1878), deutscher Bankier
- Erlanger, Rodolphe d’ (1872–1932), anglo-französischer Maler, Musikwissenschaftler und Orientalist
- Erlanger, Viktor Alexander von (1840–1894), deutscher Bankier
- Erlanger, Wilhelm Hermann Carl von (1835–1909), deutscher Bankdirektor
- Erlangga, Eny (* 1981), indonesische Badmintonspielerin
- Erlank, Anke (* 1977), südafrikanische Radrennfahrerin
- Erlanson, Peter (* 1959), deutscher Politiker (Die Linke), MdBB

### Erlb
- Erlbeck, Niclas (* 1993), deutscher Fußballspieler
- Erlbruch, Walter (* 1971), deutscher Minigolf-Spieler
- Erlbruch, Wolf (1948–2022), deutscher postmoderner Illustrator und KinderbuchautorWolf Erlbruch (1948–2022)

Wolf Erlbruch (1948–2022)

### Erle
- Erle, Alfons (1886–1939), österreichischer SA-Führer
- Erle, Broadus (1918–1977), US-amerikanischer Geiger und Musikpädagoge
- Erle, Fritz (1875–1957), deutscher Ingenieur und Motorsportler
- Erle, Hannelore (1934–1996), deutsche Schauspielerin, Kabarettistin und Tänzerin
- Erle, Heinz (1907–1996), deutscher Schauspieler, Hörspielsprecher und Hörfunkmoderator
- Erle, Thomas (* 1952), deutscher Schriftsteller
- Erlebach, Adalbert (1876–1945), österreichischer Architekt
- Erlebach, Hedda (* 2006), deutsche Synchronsprecherin und Schauspielerin
- Erlebach, Jörg (* 1965), deutscher Schriftsteller
- Erlebach, Kurt (1922–2008), deutscher Politiker (KPD, DKP), MdHB
- Erlebach, Philipp Heinrich († 1714), deutscher Komponist des Barock
- Erlebald († 847), Abt der Reichenau (823–838)
- Erleholz, Johann Conrad (1608–1673), römisch-katholischer Geistlicher, Domherr zu Konstanz
- Erlemann, Christiane (* 1953), deutsche Stadtplanerin und Pionierin der zweiten Welle der Frauenbewegung
- Erlemann, Clemens (1865–1937), deutscher Bauunternehmer und Immobilienspekulant
- Erlemann, Edmund (1935–2015), deutscher Priester
- Erlemann, Gustav (1876–1936), deutscher Komponist und Musiktheoretiker
- Erlemann, Jochem (1938–2009), deutscher Anlage-Experte und Finanzjongleur
- Erlemann, Kurt (* 1958), deutscher evangelischer Theologe
- Erlemann, Rudolf (1932–2015), deutscher Offizier
- Erlen, Heinrich (1907–1974), deutscher Jurist, Polizist und SS-Führer
- Erlen, Hubertus (* 1943), deutscher Unternehmer
- Erlenbach, Arnold (1868–1938), deutscher Chemiker und Industriemanager
- Erlenbach, Erich (* 1939), deutscher Journalist und Autor
- Erlenbach, Michael (1902–1962), deutscher Chemiker
- Erlenberger, Maria, deutschsprachige Schriftstellerin
- Erlenborn, John N. (1927–2005), US-amerikanischer Politiker
- Erlenbusch, Emil (1911–1983), deutscher Ingenieur, Pädagoge und Politiker (SPD), MdL
- Erlenbusch, Hermann (1890–1976), deutscher Maler und Grafiker
- Erlendson, Bob (1931–2024), kanadischer Jazzpianist und -komponist
- Erlenkötter, Heinrich (1922–1979), deutscher akademischer Bildhauer
- Erlenmayer, Christian (* 1985), deutscher Faustballer
- Erlenmeyer, Adolph (1822–1877), deutscher Psychiater
- Erlenmeyer, Albert (1868–1935), deutscher Jurist
- Erlenmeyer, Albrecht (1849–1926), deutscher Psychiater
- Erlenmeyer, Emil (1825–1909), deutscher ChemikerEmil Erlenmeyer (1825–1909)

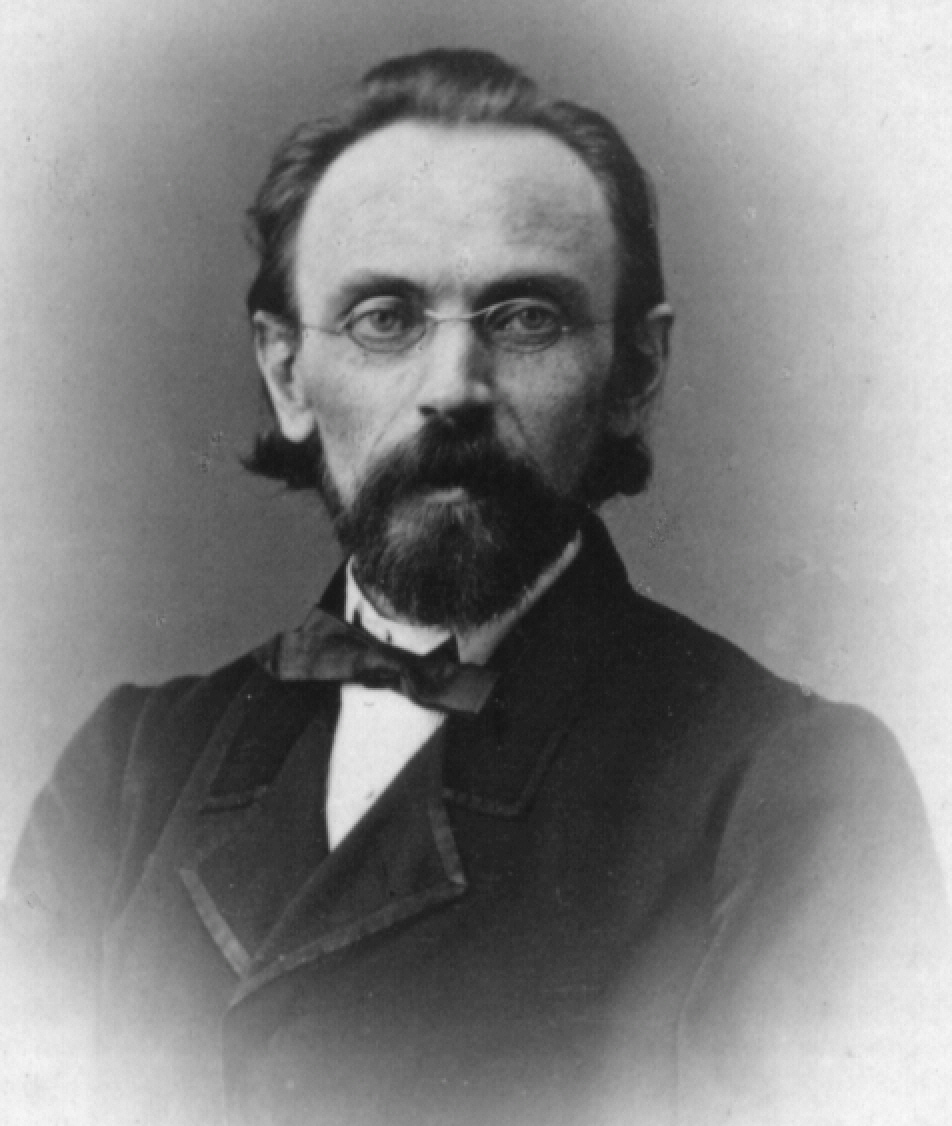
Emil Erlenmeyer (1825–1909)

- Erlenmeyer, Friedrich Gustav Karl Emil (1864–1921), deutscher Chemiker
- Erlenmeyer, Hans (1900–1967), deutsch-schweizerischer Chemiker und Antikensammler
- Erlenwein, Lela (1962–2024), deutsche Künstlerin und Dozentin
- Erlenwein, Maximilian (* 1975), deutscher Regisseur
- Erlenwein, Roswitha (1930–2025), deutsche Politikerin (CDU), MdBB
- Erler, Adalbert (1904–1992), deutscher Rechtshistoriker
- Erler, Alexander (* 1997), österreichischer TennisspielerAlexander Erler (* 1997)

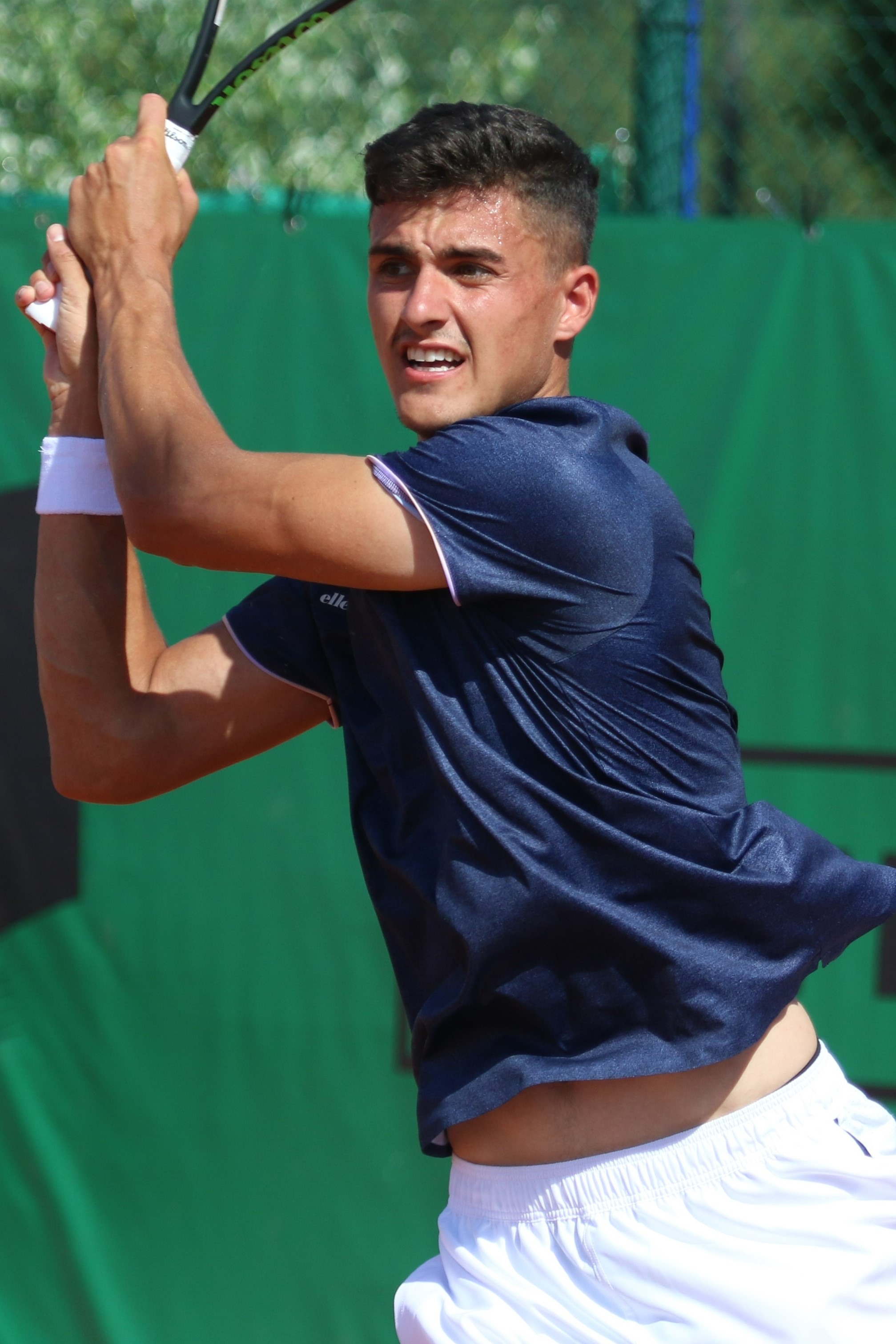
Alexander Erler (* 1997)

- Erler, Andreas (* 1961), deutscher Politiker
- Erler, Brigitte (* 1943), deutsche Politikerin (SPD), MdB
- Erler, Carl August (1820–1889), deutscher Mathematiker
- Erler, Christian (* 1958), österreichischer Orgelbauer
- Erler, Christoph (1783–1854), österreichischer Orgelbauer
- Erler, Dieter (1939–1998), deutscher Fußballspieler
- Erler, Dietmar (* 1947), deutscher Fußballspieler
- Erler, Eduard (1861–1949), österreichischer Politiker (DnP), Abgeordneter zum Nationalrat
- Erler, Erich (1870–1946), deutscher Maler
- Erler, Eva (* 1928), deutsche Lehrerin, Kandidatin des ZK der SED
- Erler, Franz Christoph (1829–1911), österreichischer Bildhauer
- Erler, Fritz (1868–1940), deutscher Maler, Graphiker und Bühnenbildner
- Erler, Fritz (1899–1992), deutscher Mediziner
- Erler, Fritz (1913–1967), deutscher Politiker (SPD), MdL, MdB
- Erler, Georg (1850–1913), deutscher Historiker
- Erler, Georg (1871–1950), deutscher Künstler
- Erler, Georg (1905–1981), deutscher Jurist und Hochschullehrer
- Erler, Gernot (1935–2011), deutscher Pädagoge und Kunsthistoriker
- Erler, Gernot (* 1944), deutscher Politiker (SPD), MdBGernot Erler (* 1944)

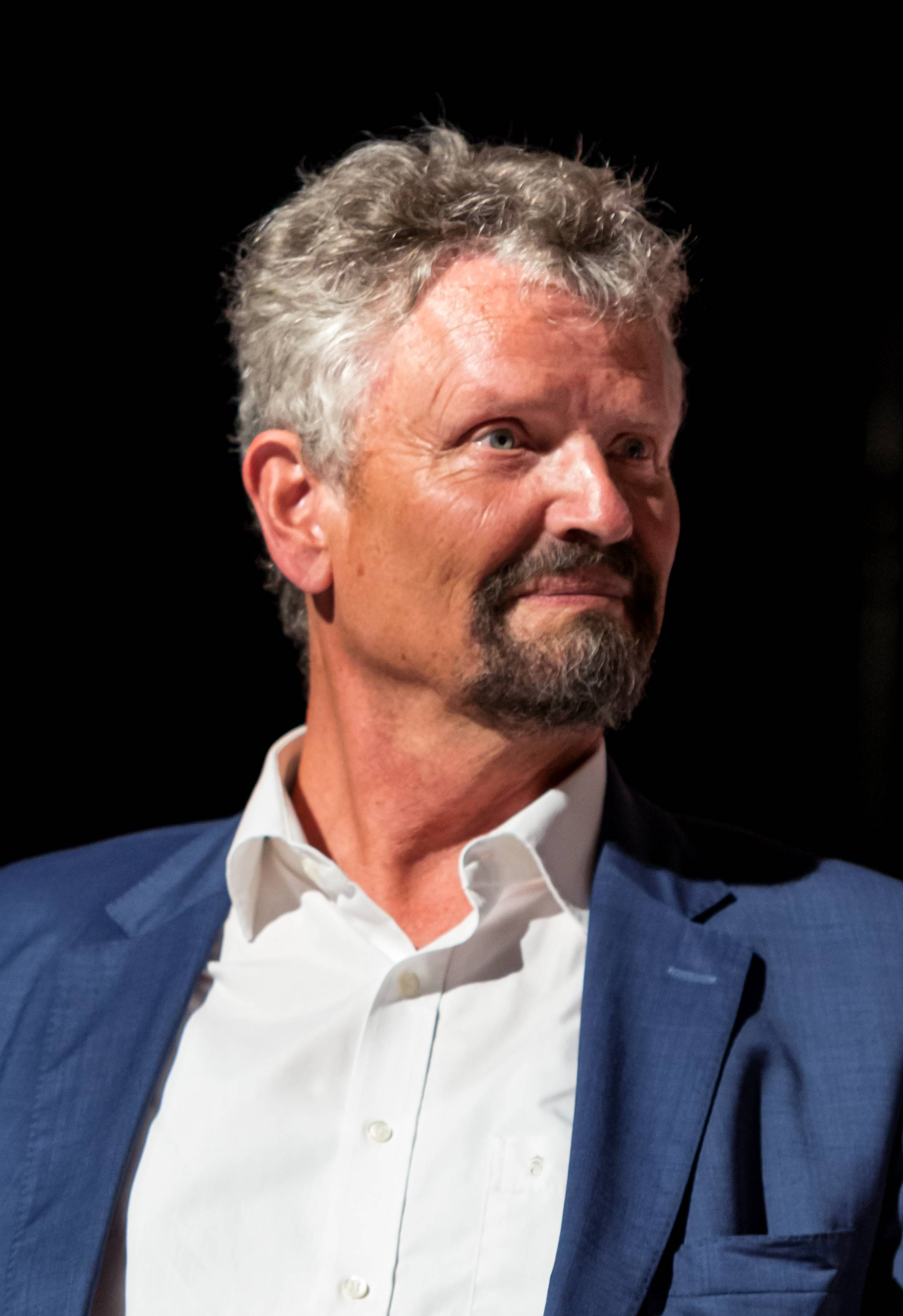
Gernot Erler (* 1944)

- Erler, Gisela (* 1946), deutsche Familienforscherin, Unternehmerin und Politikerin (Bündnis 90/Die Grünen)
- Erler, Gotthard (* 1933), deutscher Literaturhistoriker und Verleger
- Erler, Gregor (* 1982), deutscher Filmregisseur und Drehbuchautor
- Erler, Hans (1874–1958), deutscher Konteradmiral der Kriegsmarine
- Erler, Hans (* 1942), deutscher politischer Schriftsteller und Herausgeber
- Erler, Hermann (1844–1918), deutscher Musikverleger, Komponist und Schriftsteller
- Erler, Holger (* 1950), deutscher Fußballspieler
- Erler, Johann Karl der Ältere (1770–1848), deutscher Theologe, Superintendent von Baruth und Belzig
- Erler, Johann Karl der Jüngere (1802–1875), deutscher evangelischer Theologe
- Erler, Johannes († 1476), Titularbischof von Gardar, Weihbischof in Meißen sowie Breslau
- Erler, Josef (1802–1844), österreichischer Maler
- Erler, Julius (* 1846), deutscher Reichsgerichtsrat
- Erler, Lukas (* 1953), deutscher Schriftsteller
- Erler, Michael (* 1951), deutscher Autor, Filmregisseur und Fernsehproduzent
- Erler, Michael (* 1953), deutscher Klassischer PhilologeMichael Erler (* 1953)

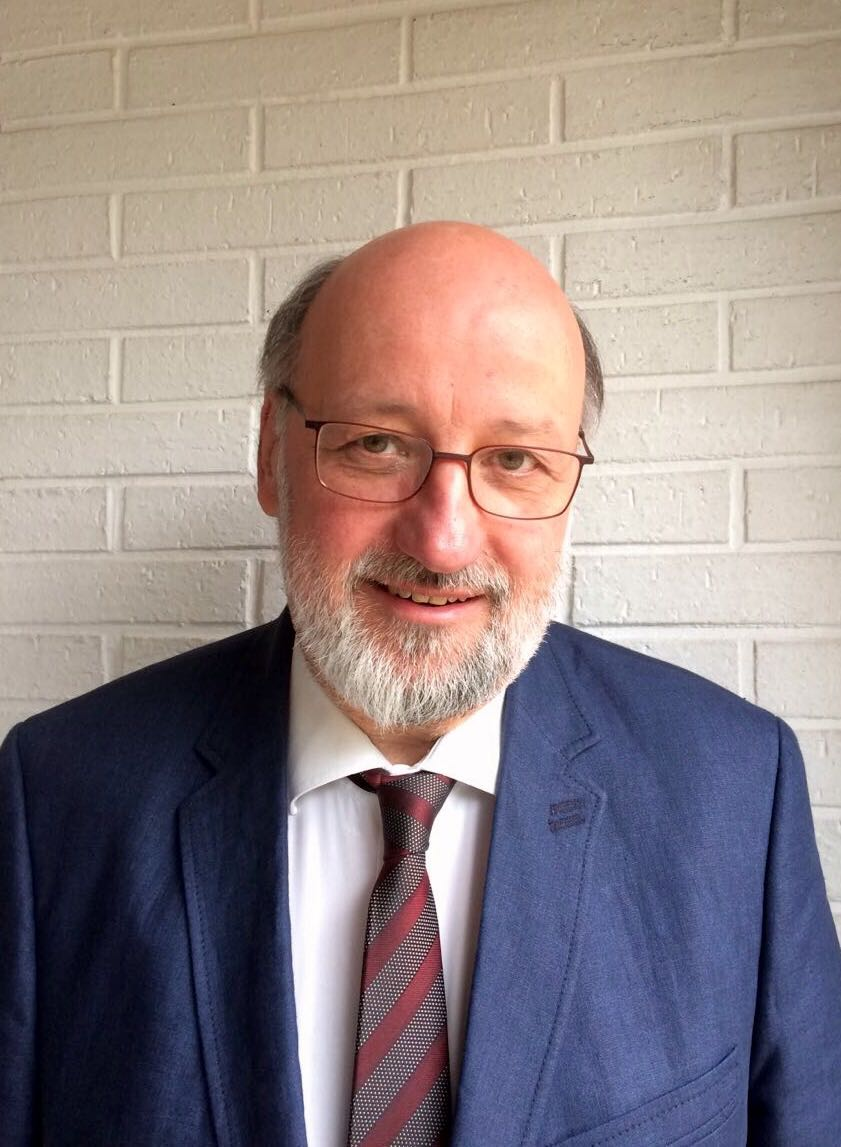
Michael Erler (* 1953)

- Erler, Michaela (* 1965), deutsche Handballspielerin
- Erler, Nadine (* 1978), deutsche Übersetzerin
- Erler, Otto (1872–1943), deutscher Dramatiker
- Erler, Peter (* 1961), deutscher Historiker
- Erler, Petra (* 1958), deutsche Politikerin (parteilos), Staatssekretärin im Amt des Ministerpräsidenten der DDR
- Erler, Rainer (1933–2023), deutscher Schriftsteller, Regisseur und Filmproduzent
- Erler, René (* 1983), deutscher Film- und Theaterschauspieler
- Erler, Tobias (* 1979), deutscher Radrennfahrer
- Erler, Ursula (1942–2019), deutsche Schriftstellerin
- Erler, Wilfried (* 1946), deutscher Fußballspieler
- Erler, Wolfgang (* 1957), deutscher Politiker (CDU), MdB
- Erlertürk, Cemil (1918–1970), türkischer Fußballspieler
- Erlewein, Günter (* 1928), deutscher Gewerkschafter, Politiker (SPD), MdL und Multifunktionär
- Erlewein, Matthias (* 1961), deutscher Jazzmusiker (Saxophon, Flöte)
- Erlewin, Hans, Bürgermeister der Reichsstadt Heilbronn
- Erlewine, Stephen Thomas (* 1973), US-amerikanischer Musikkritiker und Senior Editor von Allmusic

### Erlh
- Erlhofer, Sebastian (* 1979), deutscher Unternehmer, Autor und Vortragsredner
- Erlhoff, Hermann (1944–2022), deutscher Fußballspieler und -trainer
- Erlhoff, Kari (* 1979), deutsche Schriftstellerin
- Erlhoff, Michael (1946–2021), deutscher Design-Experte, Kunst-Theoretiker und Autor

### Erli
- Erlić, Martin (* 1998), kroatischer FußballspielerMartin Erlić (* 1998)

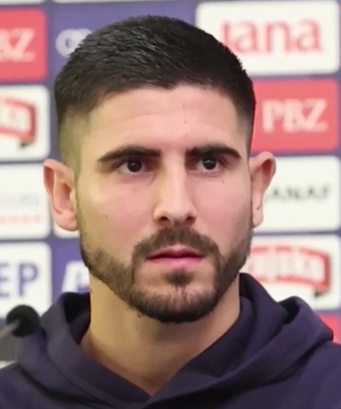
Martin Erlić (* 1998)

- Erlich, Daniel (* 1991), israelisch-kanadischer Eishockeyspieler
- Erlich, Jonathan (* 1977), israelischer Tennisspieler
- Erlich, Josef (1908–1983), israelischer jiddischer Schriftsteller
- Erlich, Nachum (1959–2023), israelischer Violinist
- Erlich, Shmuel (* 1937), israelischer Psychologe, Psychoanalytiker und Hochschullehrer
- Erlich, Wassili (* 1956), sowjetischer Radsportler
- Erlich, Zeev (1953–2024), israelischer Historiker und Archäologe
- Erlick, Eli (* 1995), US-amerikanische LGBT-Aktivistin
- Erlick, Myles (* 1998), kanadischer Schauspieler und Tänzer
- Erlien, Vegard (* 1998), norwegischer Fußballspieler
- Erling Skakke (1115–1179), norwegischer Häuptling in der Zeit der Bürgerkriege
- Erling Steinvegg († 1207), Bagler-König
- Erling Vidkunnsson († 1355), norwegischer Reichsverweser
- Erling, Carl (1857–1934), deutscher Kaufmann und Unternehmer, Gründer der Bremer Rolandmühle
- Erling, Hans (1894–1950), deutscher Kaufmann und Unternehmer, Vorstandsmitglied der Bremer Rolandmühle AG
- Erling, Johann (1821–1884), deutscher Mühlenbauer und Müller
- Erling, Johnny (* 1952), deutscher Journalist
- Erlinger, Hans Dieter (* 1937), deutscher Germanist
- Erlinger, Helga (* 1947), österreichische Politikerin (Grüne), Abgeordnete zum Nationalrat
- Erlinger, Rainer (* 1965), deutscher Arzt, Jurist, Kolumnist und Autor
- Erlinghagen, Helmut (1915–1987), deutscher Autor und Hochschullehrer; Augenzeuge des Atombombenabwurfs auf Hiroshima
- Erlinghagen, Karl (1913–2003), deutscher Erziehungswissenschaftler und Jesuit
- Erlinghagen, Peter (1932–1994), deutscher Rechtswissenschaftler und Hochschullehrer
- Erlinghagen, Sabine, deutsche Managerin
- Erlinghäuser, Fabian (* 1976), deutscher Regisseur, Animator, Illustrator und Comiczeichner
- Erlingmark, August (* 1998), schwedischer Fußballspieler
- Erlingmark, Magnus (* 1968), schwedischer Fußballspieler
- Erlingr Skjálgsson († 1028), norwegischer Herrscher
- Erlingur Richardsson (* 1972), isländischer Handballspieler und -trainer
- Erlitz, Wolfgang (* 1950), österreichischer Politiker (SPÖ), Präsident des Bundesrates, Landesrat der Steiermark

### Erlo
- Erlolf von Bergholz († 1122), Fürstabt von Murbach und Fulda

### Erls
- Erlsboe, Leif (1943–2000), dänisch-norwegischer Filmeditor, Regisseur und Drehbuchautor

### Erlu
- Erlung († 1121), Bischof von Würzburg

### Erlw
- Erlwein, Georg (1863–1945), deutscher Elektrochemiker
- Erlwein, Hans (1872–1914), deutscher Architekt und kommunaler BaubeamterHans Erlwein (1872–1914)

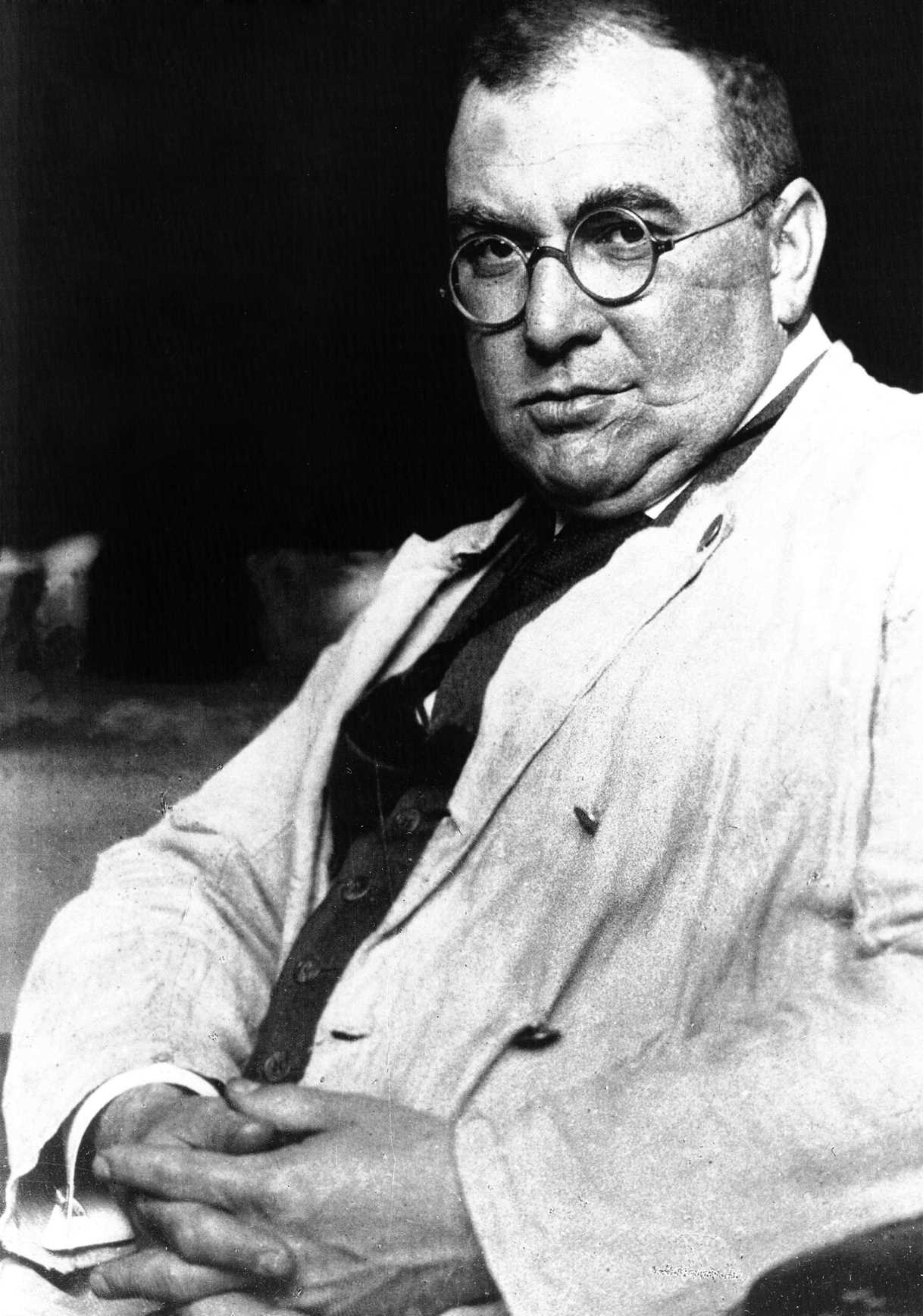
Hans Erlwein (1872–1914)